# Jules Guiffrey

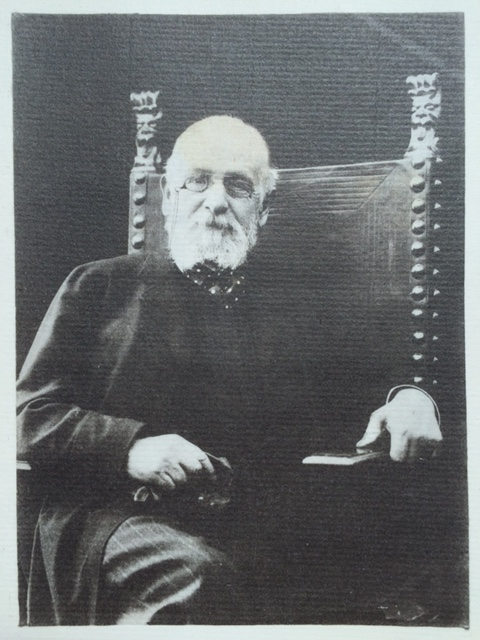
Jules Guiffrey

Jules-Joseph Guiffrey (* 29. November 1840 in Paris; † 26. November 1918 ebenda) war ein französischer Kunsthistoriker.

## Leben
Guiffrey studierte Rechtswissenschaften und Paläographie, erwarb den akademischen Grad eines Licencié und erhielt eine Anstellung im Archivdienst, anfangs beim Finanzministerium, seit 1866 als Verwalter in den Archives nationales. Im Jahr 1893 wurde Guiffrey zum Direktor des Mobilier national ernannt. Als solcher veröffentlichte Guiffrey in den Jahren 1869 bis 1872 eine Neuauflage der Kataloge der alten Kunstausstellungen (1673–1800) der Académie royale de peinture et de sculpture in 42 Bänden.
Guiffrey beschäftigte sich vor allem mit Wandteppichen und der französischen Kunst des 17. und 18. Jahrhunderts.

## Veröffentlichungen (Auswahl)
- L’œuvre de Charles Jacque. 1866.
- Histoire de la réunion du Dauphiné à la France. 1866.
- Les Caffieri, sculpteurs et fondeurs-ciseleurs. 1877.
- Histoire générale de la tapisserie. 1879.
- Comptes des bâtiments du roi sous Louis XIV. et XV. 1879.
- Anthonis van Dyck. Sa vie et son œuvre. 1882 (sein Hauptwerk).
- Inventaire général du mobilier de la couronne sous Louis XIV. 1886 (2 Bände).
- Histoire de la tapisserie. 1885.
- Œuvres choisies de Clément Marot. 1876.